# 侯淑钱
侯淑钱，太平天国将领，广西人。
侯淑钱从太平军征战至天京，癸好三年（1853年），担任总圣库协理，职同将军。八月，跟随翼王石达开赴安徽安抚百姓，皖省一应府库钱粮及四乡进贡，战场俘获，都交给侯淑钱典收。甲寅四年（1854年）三月，升为东殿（杨秀清的东王府）吏部二尚书，巡查安徽河道。七月，调归天京。丙辰六年（1856年），出守安庆，于是没有参预天京之变，后归陈玉成节度，己未九年（1859年），封欣天福。